# 吉原正皓
吉原 正皓（よしはら まさひろ、1936年2月12日 - ）は、日本の俳優。長野県出身。松商学園高等学校卒。特技は合気道、殺陣。
所属は劇団エトセトラ、テレビタレントビューロー（テレビタレントセンター第2期生）、かかしプロ、グループ波、東京俳優生活協同組合、三木事務所、エヌ・エー・シー、天知プロダクション、東企画、プロダクション・タンクなど。

## 出演

### 映画
- 戦争と人間 第三部 完結篇（1973年） - 佐藤賢了中佐
- 俺の血は他人の血（1974年） - 鴇田
- 主婦の体験レポート おんなの四畳半（1975年） - 柳下
- 主婦の体験レポート 続おんなの四畳半（1975年） - 宮田政吉
- 続・人間革命（1976年）
- 不毛地帯（1976年）
- 天保水滸伝 大原幽学（1976年）
- 青い獣 ひそかな愉しみ（1978年） - 教師
- 高校大パニック（1978年）　- ランニングをしている男
- 宇能鴻一郎の看護婦寮日記（1979年） - 政治家
- 桃尻娘 ラブアタック（1979年） - 岡田部長
- 宇能鴻一郎の女体育教師（1979年） - 荒野強蔵
- 桃子夫人の冒険（1979年） - 小西徳一郎
- 女高生 危険なめばえ（1980年） - 河北源三
- 狂い咲きサンダーロード（1980年） - 武器商人・マッドボンバー
- 看護婦日記 わいせつなカルテ（1980年） - 大五郎
- 二百三高地（1980年） - 寺内正毅
- スケバンマフィア 恥辱（1980年） - 鬼沢
- 見せたがる女（1981年） - 吉田勉三
- 欲情まんかい 若妻同窓会（1981年） - 花屋
- 愛欲生活 夜よ、濡らして（1981年） - ラブホテルの男
- バックが大好き（1981年） - 中年の男
- 女体育教師 跳んで開いて（1981年） - 山本
- 悪女軍団（1981年） - 南郷剛造
- 遠雷（1981年） - 広次の父
- 女高生偽日記（1981年） - モジャ
- 南十字星（1982年） - 中佐
- 白薔薇学園 そして全員犯された（1982年） - 村田
- 宇能鴻一郎の女医も濡れるの（1982年） - 古井
- ポルノ女優志願（1983年） - 喫茶店の客
- セミドキュメント 暴行魔・汚す（1983年）
- 少女暴行事件 赤い靴（1983年） - 勝田茂
- スチュワーデス・スキャンダル 獣のように抱きしめて（1984年） - 白崎
- ザ・クライマックス ロリータ凌辱（1985年）
- 片翼だけの天使（1986年） - ホテルの客
- BE FREE!（1986年） - 教師
- イタズ 熊（1987年） - 用心棒
- マルサの女2（1988年） - 専務
- 団鬼六 妖艶能面地獄（1988年）
- 悪徳の栄え（1988年） - 老商人

### テレビドラマ[4]
- 鉄道公安36号 第4話「欲望の果て」（NET、1962年6月28日）
- 特別機動捜査隊（NET）
  - 第130話「ぽんこつ」（1964年4月22日）
  - 第137話「ハンドル」（1964年6月10日）
  - 第153話「陸の孤島」（1964年9月30日）
  - 第208話「落ちていた粉」（1965年10月20日）
  - 第284話「こどもの暦」（1967年4月5日） - 今泉
  - 第290話「美しくなりたい」（1967年5月17日） - 大山
  - 第313話「佐渡の踊子」（1967年10月25日） - 志村
  - 第362話「車椅子」（1968年10月2日） - 江波 ※友情出演
  - 第505話「あるアイディア」（1971年7月7日） - 花井
  - 第630話「声なき女 ある娼婦の詩」（1973年11月28日） - 八坂
- 土曜日の虎 第12話「非常階段」（TBS、1966年4月30日） - 下請業者
- 七人の刑事 2 第109話「刑事二十七時間」（TBS、1966年9月19日）
- 風（TBS）
  - 第21話「誰がための仇討ち」（1967年2月21日）
  - 第35話「金塊消失」（1968年7月3日)
- 渥美清の泣いてたまるか 第50話「先生海で溺れる」（TBS、1967年7月23日）
- 木下恵介アワー「もがり笛」（TBS、1967年10月17日 - 1968年1月9日）
- 旅がらすくれないお仙 第12話「欲張っちゃいけない」（NET、1968年12月22日）
- 銭形平次 第157話「妄執の刄」（フジテレビ、1969年4月30日） - 仁蔵
- 特命捜査室 第5話「消えた現金輸送機」（フジテレビ、1969年7月31日）
- フラワーアクション009ノ1 第13話「君は可愛いボクのニャロメ」（フジテレビ、1969年12月30日）
- 無用ノ介 第7話「無用ノ介 世直し不動にあう」（日本テレビ、1969年4月12日） - 半太郎
- 大江戸捜査網（東京12チャンネル）
  - 大江戸捜査網 第1シリーズ
    - 第16話「喧嘩渡世 命売ります」（1971年1月16日）
    - 第21話「怪談 すすり泣く妖刀」（1971年2月20日）
- ターゲットメン 第11話「はいえな野郎を追え!」（NET、1971年12月18日）
- 木下恵介・人間の歌シリーズ「冬の華」 第9話（TBS、1971年9月2日 - 12月9日）
- 荒野の素浪人 第1シリーズ（NET）
  - 第9話「脱出 死を呼ぶ谷」（1972年2月29日）
  - 第23話「砂塵! 狙われた辺境の宿」（1972年6月6日）
- 大岡越前（TBS）
  - 大岡越前 第2部 第26話「脅迫者」（1971年11月8日） - 大吉
  - 大岡越前 第3部 第23話「狙われた男」（1972年11月20日） - 大造
- おらんだ左近事件帖 第24話「心に傷を持つ女」（フジテレビ、1972年3月21日）
- 刑事くん（TBS）
  - 第1部  第52話「花束は強き者に」（1972年8月28日）
  - 第2部  第50話「頑張れ! 豆記者くん」（1974年4月1日）
  - 第3部  第53話「恋と友情と」（1975年11月10日）
- 世なおし奉行 第24話「幽霊小判」（NET、1972年9月14日）
- 二人の素浪人 第8話「一万両を賭けた脱出」（フジテレビ、1972年10月21日） - 吉松
- 水戸黄門（TBS）
  - 水戸黄門 第4部 第30話「御用金強奪事件」（1973年8月13日） - 岩松
  - 水戸黄門 第11部 第4話「悪を斬る紅緒の三度笠」（1980年9月8日） - 松五郎
- おこれ!男だ 第20話「新婚旅行で高知に来ました!」（日本テレビ、1973年9月9日）
- 東芝日曜劇場「彩舟流し」（TBS、1974年6月23日） - 張定官
- 白い地平線 第22話「片思い」（TBS、1975年8月29日） - ジョージ
- 江戸の旋風（フジテレビ）
  - 同心部屋御用帳 江戸の旋風 第27話「いのちを賭ける」（1975年10月16日）
  - 江戸の旋風IV 第1話「風と太鼓と風来坊」（1978年11月16日）
- 泣かせるあいつ 第12話「ラーメン戦争は札幌で！」（日本テレビ、1976年7月28日）
- 愛の嵐（日本テレビ、1977年1月11日 - 4月12日）
- 俺たちの朝 第19話「雨漏と人工呼吸と熱い味噌汁」（日本テレビ・東宝、1977年2月27日） - 劇団創作座の審査員 ※吉原正浩名義
- 大追跡（日本テレビ）
  - 第8話「必死の追走」（1978年5月23日）
  - 第26話「サヨナラは銃弾で…」（1978年9月26日）
- 大江戸捜査網 第3シリーズ（東京12チャンネル）
  - 第265話「殺意なき用心棒」（1978年12月9日）
  - 第348話「女の涙か夏の嵐」（1980年7月26日）
  - 第405話「神隠しに泣く新妻」（1981年9月5日） - 旗本小普請組・黒崎
  - 第448話「お白州無用! 孤独の暗殺者」（1982年7月10日） - 尾形主馬頭
  - 第532話「宿命の絆 父と娘の別れ唄」（1984年3月3日） - 辰次
- 江戸を斬る（TBS）
  - 江戸を斬るIV 第21話「紫頭巾の幽霊退治」（1979年7月2日） - 源次
  - 江戸を斬る男VI 第3話「雛祭りの夜の恐怖」（1981年3月2日） - 勘
- ザ・スーパーガール（東京12チャンネル）
  - 第19話「裸で狼の群れと闘え」（1979年8月6日）
  - 第36話「夜の女子寮 狙われたチアガール」（1979年12月3日）
  - 第44話「夜の手配師 女は月曜に嘘をつく」（1980年1月28日）
- 探偵物語（日本テレビ）
  - 第5話「夜汽車で来たあいつ」（1979年10月16日）
  - 第16話「裏切りの遊戯」（1980年1月8日）
- 土曜ワイド劇場（テレビ朝日）
  - 悪女の仮面（1980年1月12日）
  - 真珠郎（1983年10月8日）
  - 牟田刑事官事件ファイル9（1988年5月12日）
  - 牟田刑事官事件ファイル10（1989年4月22日）
  - 牟田刑事官事件ファイル11（1989年7月29日）
  - 瀬戸内海深夜航路の女（1990年5月12日）
- 江戸の牙 第16話「慕情 嵐を呼ぶ地獄船」（テレビ朝日、1980年1月15日） - 玄太
- 天皇の料理番 第1話「カツレツと二百三高地」（TBS、1980年10月19日）
- NHK水曜時代劇「御宿かわせみ 第1シリーズ」 第8話「秋の蛍」（NHK、1980年11月26日）
- ザ・ハングマン（朝日放送）
  - ザ・ハングマン 燃える事件簿 第3話「罠に落ちた逃亡者」（1980年11月28日） - 整形後の大西社長[5]
  - ザ・ハングマン 第18話「大統領の隠し娘」（1981年3月20日） - 元CIA職員
- 柳生あばれ旅 第10話「地獄屋敷の天使 -掛川-」（テレビ朝日、1980年12月16日）
- 男子の本懐（NHK、1981年1月4日）
- 旅がらす事件帖 第23話「明日咲くか紅小梅」（関西テレビ、1981年3月10日）
- 闇を斬れ 第14話「妻恋い逃亡・男でない男」（関西テレビ、1981年7月7日） - 丑松
- 影の軍団II（1981年12月1日、KTV / 東映）第9話「呪われた抱擁」-孫市
- 西部警察 PART1 第108話「時効成立9分前」（テレビ朝日、1981年12月13日）
- 12時間大型時代劇「竜馬がゆく」(テレビ東京、1982年1月2日)
- 立花登・青春手控え 第2話「女牢」（NHK、1982年4月21日）
- 火曜サスペンス劇場（日本テレビ）
  - バックミラーの中の女（1982年5月25日）
  - 狙われた美人キャスター（1983年3月1日）
- 時代劇スペシャル「素浪人罷り通る」 第3弾「素浪人罷り通る 血煙りの宿」（フジテレビ、1982年10月29日）
- 暁に斬る! 第9話「かっぽれ哀歌」（関西テレビ、1982年11月30日）
- ザ・サスペンス（TBS）
  - 非常階段の女たち（1983年1月8日）
  - 霧の神話（1983年2月12日）
  - 共犯の女たち（1984年3月10日）
- 暴れ九庵 第7話「はきだめの福」（関西テレビ、1984年11月13日）
- うちの子にかぎって… 第2期 第1話「毎度おさわがせします! 」（TBS、1985年4月12日） - 高丘祐太郎
- 金曜女のドラマスペシャル「密室の殺意」（フジテレビ、1985年6月21日）
- 必殺仕事人V・旋風編 第1話「主水、エスカルゴを食べる」（朝日放送、1986年11月7日） - 上総屋久七
- 月曜ドラマランド「ひみつのアッコちゃん 伊豆の踊子物語」（フジテレビ、1987年2月9日）
- 必殺仕事人V・風雲竜虎編 第10話「子連れ女殺し旅」（朝日放送、1987年5月29日） - 勘太
- 夏の嵐 第36、37話（東海テレビ、1989年7月3日 - 10月6日）
- 月曜・女のサスペンス（テレビ東京）
  - 「眼中の悪魔」（1989年7月17日）
  - 「視線の殺人」（1989年9月4日）

### 特撮
- ウルトラシリーズ
  - ウルトラセブン（1968年）
    - 第14話「ウルトラ警備隊西へ 前篇」 - イトウ博士
    - 第34話「蒸発都市」 - 謎の男（ダンカン）

  - 帰ってきたウルトラマン 第28話「ウルトラ特攻大作戦」（1971年） - 漁師
- 忍者ハットリくん+忍者怪獣ジッポウ 第25話「ジッポウのユウレイ退治でござる」（1968年） - 取り立て屋
- マイティジャック 第1話「パリに消えた男」（1968年） - Qのボス[6]
- 戦え! マイティジャック 第12・13話「マイティ号を取り返せ!! （前後編）」（1968年） - Qのボス
- 仮面ライダー 第62話「怪人ハリネズラス 殺人どくろ作戦」（1972年） - 漁師（ハリネズラス）
- 緊急指令10-4・10-10 第1話「狂った植物怪獣」（1972年） - 友田
- 変身忍者 嵐 第36話「耳をふさげ! 地獄の呼び声だ!!」（1972年） - 亥ノ吉
- ロボット刑事 第1話「バドーの殺人セールスマン」・第2話「目撃者はゼロ」（1973年） - 黒田行夫
- ファイヤーマン 第20話「怪獣ガガンゴの嵐」（1973年） - ガガンゴ星人
- イナズマンF 第13話「白い闇!! 鬼女がうたう子守歌」（1974年） - マサカリデスパーの声[6]
- がんばれ!!ロボコン 第61話「アリャサノサ!! サンタが現れた!!」（1975年） - 泥棒サンタ
- UFO大戦争 戦え! レッドタイガー 第31話「雨にも負けず信じます」（1978年）
- 西遊記II 第15話「黄金妖怪 婿どの買います」（1980年） - 小銅妖

### ビデオ
- 俺ら東京さ行くだ 〜純情編〜(1985年5月25日発売)　- 巡査　役

### テレビアニメ
- 赤胴鈴之助 第28話「笑う!クモの巣怪人」（1972年）